# Präsident der Republik Usbekistan
Der Präsident der Republik Usbekistan ist das Staatsoberhaupt der Republik Usbekistan.

## Die Rolle des Präsidenten gemäß der Verfassung
Artikel 89 der usbekischen Verfassung definiert den Präsidenten als Staatsoberhaupt und soll damit das Funktionieren der Staatsmacht sichern.
Artikel 93 definiert folgende Rechte und Pflichten des Präsidenten:
- Er soll die Rechte und Freiheiten der Bürger erhalten.
- Er darf die nötigen Schritte unternehmen um die Souveränität, Sicherheit und Integrität zu bewahren.
- Er repräsentiert die Republik nach innen und nach außen und hat damit auch das Recht internationale Verträge auszuhandeln und Diplomaten oder andere Repräsentanten zu akkreditieren.
- Er ernennt Diplomaten und Repräsentanten für die Republik Usbekistan, muss diese jedoch zuerst dem Senat vorstellen.
- Wenn der Ministerpräsident dies vorschlägt, so kann der Präsident Behörden aufstellen und abschaffen, muss dies jedoch vom Parlament bestätigen lassen.
- Er nominiert den Vorsitzenden des Senats.
- Er ernennt den Ministerpräsidenten, welcher dann vom Parlament bestätigt werden muss und entlässt ihn wieder im Falle eines Rücktritts oder Misstrauensvotums im Parlament.
- Auf Vorschlag des Ministerpräsidenten ernennt und entlässt er die Minister.
- Er ernennt den Generalstaatsanwalt und den Vorsitzenden des Rechnungshofes, welche beide vom Parlament bestätigt werden müssen.
- Er schlägt die Richter des Verfassungsgerichts, des Obersten Gerichts, des Hohen Wirtschaftsgerichts vor und schlägt auch den Vorsitzenden der Zentralbank und Vorsitzenden des Naturschutzkomitees vor, welche alle dann vom Parlament gewählt werden.
- Er kann Richter der unteren Gerichtsbarkeit ernennen und entlassen.
- Der Ministerpräsident schlägt dem Präsidenten die Regierungsbeamten der Bezirke vor, welche der Präsident dann ernennt und im Falle eines illegalen oder unehrenhaften Verhaltens wieder entlässt.
- Er unterzeichnet die Gesetze des Parlaments, hat jedoch ein Vetorecht.
- Er erklärt den Krieg oder auch einen Ausnahmezustand und muss dies innerhalb von 72 Stunden vom Parlament bestätigen lassen.
- Er ist der Oberste Befehlshaber der Usbekischen Streitkräfte und ernennt und entlässt den Stabschef.
- Er entscheidet über die Staatsbürgerschaft und Asylgesuche.
- Er kann dem Senat Amnestiegesetze vorschlagen.
- Er ernennt und entlässt den Vorsitzenden des Nationalen Sicherheitsdiensts, muss jedoch daraufhin eine Verordnung beim Senat einreichen.

Nach Artikel 94 erlässt der Präsident Verordnungen, Resolutionen und Anordnungen. Verordnungen müssen jedoch nach Artikel 78 vom Parlament ratifiziert werden. Der Präsident kann nach Artikel 95 zusammen mit dem Verfassungsgericht das Parlament auflösen und es werden dann Neuwahlen ausgerufen. Sollte der Präsident nicht mehr in der Lage sein, sein Amt zu führen, muss gemäß Artikel 96 der Vorsitzende des Senats die Geschäfte des Präsidenten übernehmen. Nach dem Ausscheiden aus dem Präsidentenamt wird man lebenslanges Mitglied des Senats. Nach Artikel 10 wird der Präsident vom Volk gewählt und regiert zusammen mit dem Parlament (Oliy Majlis) die Bevölkerung. Das passive Wahlrecht für das Präsidentenamt erhält man als Bürger Usbekistans nach Artikel 90 mit 35, wobei man zehn Jahre in Usbekistan gelebt haben muss. Man darf nur zwei aufeinanderfolgende Amtszeiten im Präsidialamt bleiben. Ein Präsident darf kein anderes Amt haben oder wirtschaftlich tätig sein, erhält dafür jedoch Immunität. Nach Artikel 77 ernennt der Präsident 16 Senatoren.

## Liste der Präsidenten
| Präsidenten von Usbekistan | Präsidenten von Usbekistan | Präsidenten von Usbekistan                  | Präsidenten von Usbekistan | Präsidenten von Usbekistan | Präsidenten von Usbekistan |
| #                          | Bild                       | Name                                        | Amtsantritt                | Amtsaustritt               | Partei                     |
| -------------------------- | -------------------------- | ------------------------------------------- | -------------------------- | -------------------------- | -------------------------- |
| 1                          |                            | Islom Karimov                               | 29. Dezember 1991          | 2. September 2016          | Oʻzlidep/OXDP              |
| –                          |                            | Nigʻmatilla Yoʻldoshev (Übergangspräsident) | 2. September 2016          | 8. September 2016          | OMTDP                      |
| 2                          |                            | Shavkat Mirziyoyev                          | 8. September 2016          |                            | Oʻzlidep                   |